# Krystyna Ostromęcka
Krystyna Ostromęcka-Guryn (Bydgoszcz, 12 de março de 1948) é uma ex-jogadora de voleibol da Polônia que competiu nos Jogos Olímpicos de 1968.
Em 1968, ela fez parte da equipe polonesa que conquistou a medalha de bronze no torneio olímpico, no qual atuou em quatro partidas.